# Agnefit

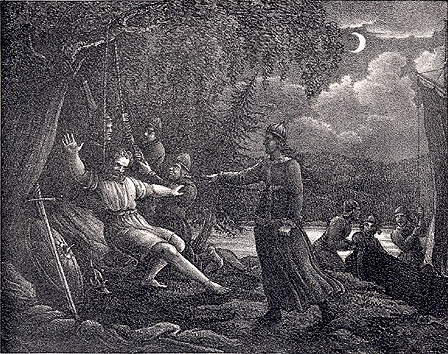
Agne Skjalfarbonde blir hängd på Agnefit.
Bild av Hugo Hamilton 1830

Agnefit eller Agnafit var enligt Snorre Sturlasson och andra isländska författare benämningen på en forntida plats vid Mälarens utlopp.
Platsen kan ha varit ett fiskeläge beläget på Stadsholmen i många sekler före Stockholms grundläggande på 1200-talet. Snorre förklarar namnet med att det skulle härröra från Agne Skjalfarbonde, en förmodad sveakung på 400-talet som mördades på holmen, och "fit" som är ett fornnordiskt ord med betydelsen "sank äng".
Namnet förekommer även i skildringar av Olav Haraldssons tåg i Mälaren. Han skulle då ha genomgrävt Agnefit för att rädda sin i Mälaren instängda flotta.
Moderna ortnamnsforskare identifierar istället förleden med det vanliga ordet "agn", och menar att fiskare skall ha utnyttjat strandängen antingen till att fånga agn eller för att agna sina redskap.